# Maris Liepa
Māris Rūdolfs Liepa (in russo Марис-Рудольф Эдуардович Лиепа?, Maris-Rudol'f Ėduardovič Liepa; Riga, 27 luglio 1936 – Mosca, 26 marzo 1989) è stato un ballerino e direttore artistico lettone.

## Biografia
Studiò danza all'Accademia statale di coreografia di Mosca dal 1953 e nel 1955 tornò a Riga per danzare all'Opera Nazionale Lettone. Nel dicembre dello stesso anno la compagnia si esibì a Mosca, dove Liepa fu notato dalla prima ballerina del Bol'šoj, Majja Pliseckaja. Pliseckaja invitò Liepa ad unirsi alla compagnia per una tournée a Budapest nel 1956, per poi restare al Teatro Stanislavskij e Nemirovič-Dančenko per quattro stagioni.
Successivamente si unì alla compagnia del Bol'šoj per una tournée polacca e poi gli fu offerto un posto nella compagnia stessa. Fece il suo debutto al Bol'šoj nel ruolo di Basilio nel Don Chisciotte e danzò anche altri grandi ruoli principali, tra cui Albrecht in Giselle e Siegfried ne Il lago dei cigni. Nel 1977 danzò per l'ultima volta al Bol'šoj in Čipollino. Dopo aver smesso di danzare nel 1982, divenne insegnante di balletto e direttore artistico dell'Opera Nazionale di Sofia, un ruolo che mantenne dal 1982 al 1985.